# Exparoxypilus africanus
Exparoxypilus africanus är en bönsyrseart som beskrevs av Max Beier 1929. Exparoxypilus africanus ingår i släktet Exparoxypilus och familjen Amorphoscelidae. Inga underarter finns listade i Catalogue of Life.